# Bergrug

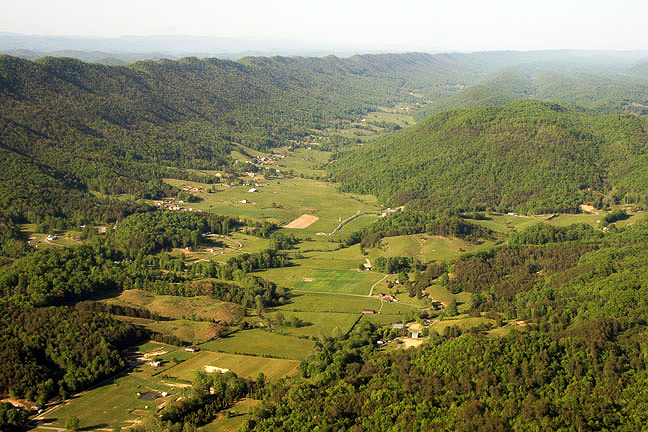
Stratigrafische rug in het noordoosten van Tennessee

Een bergrug is een geologisch verschijnsel dat bestaat uit een opeenvolging van een aantal bergen. Ze worden ook gewoon heuvel of berg genoemd. Er bestaan verschillende soorten bergruggen:
- Dendritische of vertakte rug: Komen voor in een typisch plateaureliëf. Doordat er rivieren door de dalen stromen,  die ergens samenkomen, ontstaan verschillende evenwijdige ruggen. Ze bestaan meestal uit harde rots maar niet altijd. Dit type van rug is over het algemeen enigszins willekeurig in richtlijn en verandert vaak van richting.
- Stratigrafische rug: Bijvoorbeeld in de Ridge-and-Valley Appalachians, waar de ruggen heel vlak, lang en recht zijn. Een ander voorbeeld zijn de Zwarte Heuvels, waar de ruggen concentrische cirkels rond de stollingskern vormen.
- Oceanische gespreide ruggen: Komt voor in tektonisch uitgestrekte gebieden zoals de Mid-Atlantische Rug, waarbij vulkanische activiteit de nieuwe plaatrand vormt.
- Kraterruggen: Meteorietinslagen vormen grote kraters. Deze kraters zijn cirkelvormig.
- Vulkanische ruggen of lavakoepels zijn cirkelvormig en worden soms met vulkaan kraters verward.
- Duwruggen: Deze worden gevormd door escarpments. Er ontstaan zo plateaus of hellingsruggen.
- Duinruggen: Soms ontstaan grote lange zandruggen.
- Morenes: Ontstaan door glaciale activiteit, bijvoorbeeld een gletsjer. Soms worden ook arêtes gevormd. Een arête is een dunne rand van rots die door gletsjers wordt gevormd